# Liste der Naturdenkmale im Vogtlandkreis
Die Liste der Naturdenkmale im Vogtlandkreis nennt die Listen der in den Städten und Gemeinden im Vogtlandkreis in Sachsen gelegenen Naturdenkmale.

## Naturdenkmale im Vogtlandkreis
Im Jahr 2020 gab es im Vogtlandkreis 148 Naturdenkmale und zusätzlich 140 Flächennaturdenkmale mit einer Gesamtfläche von 286 Hektar. Das entsprach 0,21 % der Fläche des Kreises.
Diese Liste ist in Teillisten für die Städte und Gemeinden im Vogtlandkreis aufgeteilt.
| Ort                     | Liste                                              |
| ----------------------- | -------------------------------------------------- |
| Adorf/Vogtl.            | Liste der Naturdenkmale in Adorf/Vogtl.            |
| Auerbach/Vogtl.         | Liste der Naturdenkmale in Auerbach/Vogtl.         |
| Bad Brambach            | Liste der Naturdenkmale in Bad Brambach            |
| Bad Elster              | Liste der Naturdenkmale in Bad Elster              |
| Bergen (Vogtland)       | keine Naturdenkmale                                |
| Bösenbrunn              | Liste der Naturdenkmale in Bösenbrunn              |
| Eichigt                 | Liste der Naturdenkmale in Eichigt                 |
| Ellefeld                | Liste der Naturdenkmale in Ellefeld                |
| Elsterberg              | Liste der Naturdenkmale in Elsterberg              |
| Falkenstein/Vogtl.      | Liste der Naturdenkmale in Falkenstein/Vogtl.      |
| Grünbach (Sachsen)      | Liste der Naturdenkmale in Grünbach (Sachsen)      |
| Heinsdorfergrund        | Liste der Naturdenkmale in Heinsdorfergrund        |
| Klingenthal             | Liste der Naturdenkmale in Klingenthal             |
| Lengenfeld (Vogtland)   | Liste der Naturdenkmale in Lengenfeld (Vogtland)   |
| Limbach (Vogtland)      | Liste der Naturdenkmale in Limbach (Vogtland)      |
| Markneukirchen          | Liste der Naturdenkmale in Markneukirchen          |
| Mühlental               | Liste der Naturdenkmale in Mühlental               |
| Muldenhammer            | Liste der Naturdenkmale in Muldenhammer            |
| Netzschkau              | Liste der Naturdenkmale in Netzschkau              |
| Neuensalz               | Liste der Naturdenkmale in Neuensalz               |
| Neumark (Vogtland)      | Liste der Naturdenkmale in Neumark (Vogtland)      |
| Neustadt/Vogtl.         | Liste der Naturdenkmale in Neustadt/Vogtl.         |
| Oelsnitz/Vogtl.         | Liste der Naturdenkmale in Oelsnitz/Vogtl.         |
| Pausa-Mühltroff         | Liste der Naturdenkmale in Pausa-Mühltroff         |
| Plauen                  | Liste der Naturdenkmale in Plauen                  |
| Pöhl                    | Liste der Naturdenkmale in Pöhl                    |
| Reichenbach im Vogtland | Liste der Naturdenkmale in Reichenbach im Vogtland |
| Rodewisch               | Liste der Naturdenkmale in Rodewisch               |
| Rosenbach/Vogtl.        | Liste der Naturdenkmale in Rosenbach/Vogtl.        |
| Schöneck/Vogtl.         | Liste der Naturdenkmale in Schöneck/Vogtl.         |
| Steinberg (Vogtland)    | keine Naturdenkmale                                |
| Theuma                  | Liste der Naturdenkmale in Theuma                  |
| Tirpersdorf             | Liste der Naturdenkmale in Tirpersdorf             |
| Treuen                  | Liste der Naturdenkmale in Treuen                  |
| Triebel/Vogtl.          | Liste der Naturdenkmale in Triebel/Vogtl.          |
| Weischlitz              | Liste der Naturdenkmale in Weischlitz              |
| Werda                   | keine Naturdenkmale                                |

## Belege und Anmerkungen
1. ↑  Diese Liste entspricht möglicherweise nicht dem aktuellen Stand der offiziellen Naturdenkmalliste. Diese kann über die zuständigen Behörden eingesehen werden. Daher garantiert das Vorhandensein oder Fehlen eines Objekts in dieser Liste nicht, dass es zum gegenwärtigen Zeitpunkt ein eingetragenes Naturdenkmal ist oder nicht.
2. ↑  Geschützte Gebiete, Landratsamt Vogtlandkreis, abgerufen am 16. Juli 2020